# Ptyssiglottis frutescens
Ptyssiglottis frutescens är en akantusväxtart som beskrevs av Hallier f. Ptyssiglottis frutescens ingår i släktet Ptyssiglottis och familjen akantusväxter. Inga underarter finns listade i Catalogue of Life.